# Brohultasjön
Brohultasjön är en sjö i Sävsjö kommun i Småland och ingår i Lagans huvudavrinningsområde. Sjön har en area på 0,428 kvadratkilometer och ligger 194 meter över havet. Sjön avvattnas av vattendraget Lillån (Degerå).

## Delavrinningsområde
Brohultasjön ingår i det delavrinningsområde (635139-142189) som SMHI kallar för Utloppet av Brohultasjön. Avrinningsområdets medelhöjd är 203 meter över havet och ytan är 4,3 kvadratkilometer. Räknas de 19 delavrinningsområdena uppströms in blir den ackumulerade arean 219,41 kvadratkilometer. Lillån (Degerå) som avvattnar avrinningsområdet har biflödesordning 3, vilket innebär att vattnet flödar genom totalt 3 vattendrag innan det når havet efter 214 kilometer. Delavrinningsområdet består mestadels av skog (59 procent) och öppen mark (12 procent). Avrinningsområdet har 0,43 kvadratkilometer vattenytor vilket ger det en sjöprocent på 9,9 procent.